# Nepafenac
O Nepafenac, vendido sob a marca Nevanac, entre outras, é um medicamento anti-inflamatório não esteroide (AINE) usado para tratar a dor e a inflamação associadas à cirurgia de catarata. É usado como colírio.
Efeitos secundários comuns incluem irritação ocular. Outros efeitos secundários podem incluir ceratite e hifema. Actua inibindo COX-1 e COX-2 e, portanto, diminuindo as prostaglandinas.